# Charles Tatham
Charles Tatham (n. 3 septembrie 1854, New York City, New York, SUA – d. 24 septembrie 1939, New York City, New York, SUA) a fost un scrimer american, medaliat olimpic. A participat la o ediție a Jocurilor Olimpice (1904) în care a câștigat două medalii de argint și o medalie de bronz.